# Zeppelin (Musical)
Zeppelin ist ein deutschsprachiges Musical in zwei Akten von Ralph Siegel nach dem Buch von Hans Dieter Schreeb.

## Geschichte
Die erste szenische Lesung fand im Berliner Wintergarten am 29. Mai 2017 statt. Im Frühjahr 2018 sollte das Werk im Duisburger Theater am Marientor vorgestellt und ab 2019 aufgeführt werden, was jedoch nicht realisiert werden konnte. Nach mehrmaliger, durch die Covid-19-Pandemie bedingte Verschiebung erfolgte die Uraufführung am 16. Oktober 2021 im Festspielhaus Neuschwanstein.

## Handlung
Das Musical erzählt die Geschichte des Luftfahrtpioniers Graf Zeppelin und der letzten Fahrt des Luftschiffs LZ 129 „Hindenburg“.

## Besetzung der Uraufführung
Das Ensemble der Uraufführung war besetzt mit Patrick Stanke, Tim Wilhelm, Stefanie Gröning, Uwe Kröger, Kevin Tarte, Mave O’Rick, Mathias Edenborn, Sigmar Solbach, Holly Hylton, Hannes Staffler, Kristin Backes, Lutz Thase, Josefien Kleverlaan, Michael Thurner, Robert Kühn, Tanja Petrasek, Daniel Mladenov, Stefanie Kock, Jens Rainer Kalkmann und Alexander Kerbst.

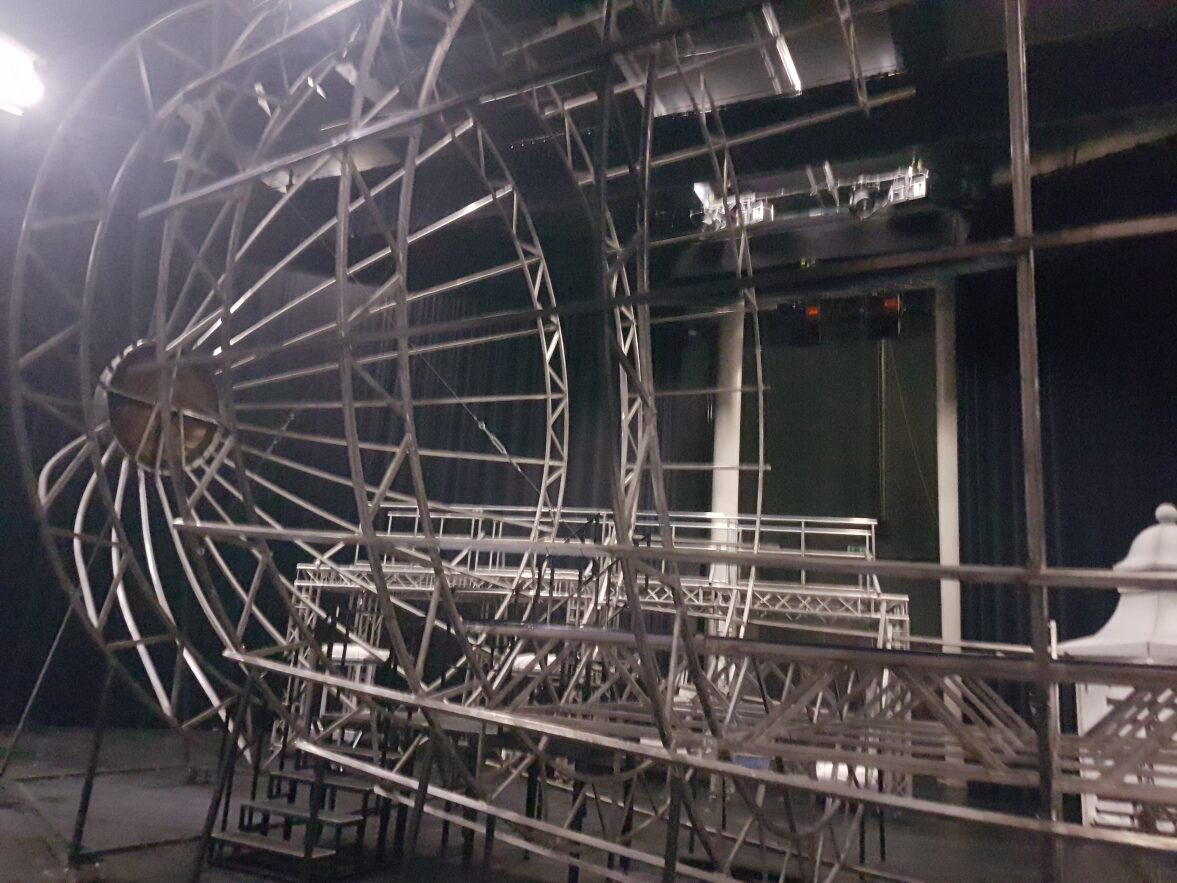
Die Kulisse des Hindenburg-Gerüsts auf der Bühne.

## Kritiken
„Doch das war das Wunder an dieser Uraufführung im Füssener Festspielhaus: Es war keine Minute langweilig. Ralph Siegel und sein Autor Hans Dieter Schreeb erzählten so viele Geschichten durch- und übereinander, dass Aufmerksamkeit gefragt war – die dann allerdings auch immer wieder belohnt wurde. […] Das war bis zum abschließenden Gefühlssturm über New Jersey berührend, fesselnd und keineswegs seicht, wenn manche Reime auch arg vorhersehbar waren.“